# كريس بيرس (سياسي)
كريس بيرس (بالإنجليزية: Chris Pearce)‏ هو سياسي أسترالي، ولد في 1 مارس 1963 في ليزمور في أستراليا. حزبياً، نشط في الحزب الليبرالي الأسترالي. وقد انتخب عضو مجلس النواب الأسترالي عن دائرة Division of Aston ‏ (14 يوليو 2001 – 19 يوليو 2010).